# Xã Medina, Quận Medina, Ohio
Xã Medina (tiếng Anh: Medina Township) là một xã thuộc quận Medina, tiểu bang Ohio, Hoa Kỳ. Năm 2010, dân số của xã này là 8.537 người.